# 志水速雄
志水 速雄（しみず はやお、1935年9月15日 - 1985年3月24日）は、日本の政治学者。専門は、ロシア政治論。愛知県名古屋市生まれ。

## 人物
1961年東京外国語大学外国語学部ロシア科卒業。1969年明治大学大学院修了。明治大学講師、東京外国語大学教授を務めた。
1960年の安保闘争時に全学連国際部長を務め、筋金入りの闘士だった。巣鴨を出たあとは清水幾太郎(当時、学習院大学教授)の現代思想研究会に入ったが思想上の整理がつけられず、明治大学大学院で5年間、ソ連問題と政治学を研究。その後は対ソ警戒論を論じた。

## 著書

### 単著
- 『現代ソ連国家論』（中央公論社［中公叢書］, 1971年）
- 『政治と反政治のあいだ』（ダイヤモンド社［現代選書］, 1971年）
- 『評伝ドストエフスキイ』（中央公論社, 1972年）
- 『日本人は変わったか』（日本経済新聞社［日経新書］, 1974年）
- 『役割喪失の時代』（日本工業新聞社, 1976年）
- 『新君主論――支配者の条件』（文藝春秋, 1977年）
- 『戦後日本に教育はなかった――誰にも不愉快な教育論』（講談社, 1977年）
- 『男らしさの人間学』（主婦の友社・選書, 1978年）
- 『日本人はなぜソ連が嫌いか』（山手書房, 1979年、新版1992年）
- 『新英才論』（PHP研究所, 1979年）
- 『昭和さすらい派の論理――「私」評論のこころみ』（PHP研究所, 1979年）
- 『花は半開』（サンケイ出版, 1982年）- エッセイ集
- 『日本人のロシア・コンプレックス――その源流を探る』（中公新書, 1984年）
- 『対ソ国家戦略論』（PHP研究所, 1984年）

### 共編著
- （野々村一雄・宮鍋幟）『ソヴェト経済と利潤』（日本評論社, 1966年）
- （佐瀬昌盛）『ソ連東欧』（原書房（全3巻）, 1982年-1984年）

### 訳書
- J・サイモンズ『1930年代』（日本文献センター出版部, 1967年）
- ハンナ・アーレント『革命について』（合同出版, 1968年／中央公論社, 1975年／筑摩書房［ちくま学芸文庫］, 1995年）
- ハンナ・アーレント『過去と未来の間に』（合同出版（1・2）, 1970年）
- ハンナ・アーレント『人間の条件』（中央公論社, 1973年／ちくま学芸文庫, 1994年）
- ガエターノ・モスカ『支配する階級 現代思想9』（ダイヤモンド社, 1973年）
- 『「スターリン批判」　フルシチョフ秘密報告』（講談社学術文庫, 1977年）